# أقزام العلب (فلم)
أقزام العلب (The Boxtrolls ذا بوكسترولز) هو فيلم إيقاف الحركة أنيميشن ثلاثي الأبعاد من إخراج غراهام انابيل وأنتوني ستاشي.

## القصة
يرصد الفيلم قصة صبي يتيم يُدعى إيجز (إيزاك هامبستيد رايت)، نشأ إيجز في عالم غريب وعجيب ومريب؛ حيث أنه نشأ في كهف سفلي مع جامعي القمامة، والذين يُطلق عليهم (بوكسارولز أو صائدي الصناديق). تنقلب حياة كل من إيجز و(بوكسارولز أو صائدي الصناديق) رأسًا على عقب بعدما يطاردهم شخص شرير يُدعى أركيبالد سناتشر (بين كينجسلي)؛ ولذلك يقرر إيجز فعل ما في وسعه من أجل إنقاذ أصدقائه، ويتعين عليه الوقوف لأركيبالد سناتشر بالمرصاد.

## طاقم العمل
- بن كينغسلي
- توني كوليت
- إيل فانينغ
- إيزاك هيمبستيد
- جاريد هاريس
- سايمون بيج
- نيك فروست
- تراسي مورجان

## روابط خارجية
- مقالات تستعمل روابط فنية بلا صلة مع ويكي بيانات